# Cabidos
Cabidos é uma comuna francesa na região administrativa da Nova Aquitânia, no departamento dos Pirenéus Atlânticos. Estende-se por uma área de 7,17 km². Em 2010 a comuna tinha 182 habitantes (densidade: 25,4 hab./km²).